# 顾瑛
顾瑛（1959年6月—），生于北京，籍贯上海，中国激光医学专家，解放军总医院教授。2015年当选为中国科学院院士。

## 教育经历
1982年毕业于天津医科大学，1988年和2000年在解放军医学院获硕士和博士学位。